# ラッコ物語
『ラッコ物語』（ラッコものがたり）は、1987年制作の日本のドキュメンタリー映画。
親子三代のメスのラッコを中心にラッコたちの生態を描く。『子猫物語』、『ドン松五郎の生活』、『ハチ公物語』、『イタズ 熊』など、当時の動物映画ブームに乗って制作された作品の1つ。

## あらすじ
アラスカの海を舞台に、メスのラッコ・エミリア、その娘・エミ、エミの娘・エミリンが大自然の脅威を始めとする様々な困難に直面しながらも、たくましく生きる姿を描く。

## キャスト
※全て声の出演。
- エミ：斉藤由貴
- エミリア：藤村志保
- エミリン：小林綾子
- 悪太郎：西川のりお
- 長老：森繁久彌
- ナレーター：江守徹
- 前田昌明
- 古谷徹
- 劇団櫂